# モーキエ
モーキエ（英：Mokie）とは、アメリカ合衆国原産の愛玩用・セラピードッグ用の犬種である。
アメリカ合衆国原産の交雑から生まれた犬種のひとつであるが、この犬種はブリーダーの気まぐれによって作出されたものではない。セラピードッグとして使える犬種を作り出すために、美しい漆黒色のロングコートと高い知性を持つオランダ原産のマルキースィエの雄と、小型で我慢強く大人しいヨークシャー・テリアの雌をかけ合わせたものをもとに改良し、作出された。それにより近年完成したばかりでサイズのスタンダードは完全に定まったわけではないが、性格・容姿は既に固定が完了している。現在はセラピードッグとしてだけではなく、一般家庭で愛玩犬としても飼われるようになった。しかし、ほとんどはアメリカ国内でのみ飼育されていて、他国ではあまりメジャーな犬種ではない。
ヨークシャ－・テリアのロングコートを持ち、毛色はヨークシャー・テリアのゴールド地の部分がマルキースィエの毛色であるジェット・ブラックに置き換わっている。それ以外の部分はスチール・ブルーである。コートは艶があって絹のようにしなやかでやわらかい。マズルはマルキースィエの血統の影響で少し長くなり、先が尖っている。顔つきもそれの影響を受けていて、外見は総合的に2つの親種の中間に固定されている。垂れ耳又は立ち耳で、尾はサーベル形の垂れ尾である。耳と尾には飾り毛がある。性格は忍耐力があり、落ち着いていて物覚えがよい。また、お年寄りや子供と遊ぶのも好きである。サイズは小型犬サイズで、固定を進めつつある。